# 拉巴斯蒂代特
拉巴斯蒂代特（法語：Labastidette，法語發音：[labastidɛt]）是法国上加龙省的一个市镇，属于米雷区。

## 地理
拉巴斯蒂代特（43°27'41"N, 1°14'43"E）面积6.27 平方千米，位于法国奧克西塔尼大區上加龙省，该省份为法国西南部内陆省份，西南端与西班牙接壤，自此顺时针与上比利牛斯省、热尔省、塔恩-加龙省、塔恩省、奥德省和阿列日省接壤。
与拉巴斯蒂代特接壤的市镇（或旧市镇、城区）包括：滨河圣克拉尔、莱尔姆、米雷。

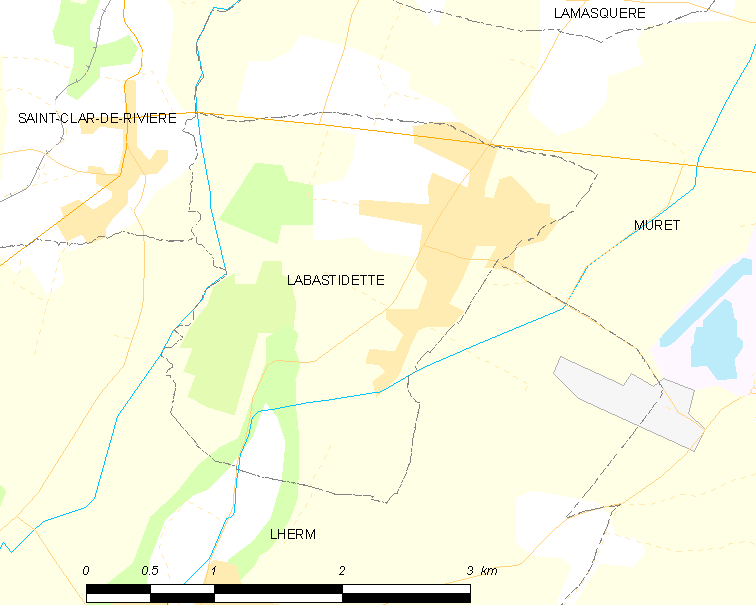
拉巴斯蒂代特的OSM定位图

拉巴斯蒂代特的时区为UTC+01:00、UTC+02:00（夏令时）。

## 行政
拉巴斯蒂代特的邮政编码为31600，INSEE市镇编码为31253。

## 政治
拉巴斯蒂代特所属的省级选区为米雷县。

## 人口

1962-2008年间拉巴斯蒂代特人口变化图示

拉巴斯蒂代特于2022年1月1日时的人口数量为2946人。